# みんスポSATURDAY
『みんスポSATURDAY』（みんスポサタデー）は、2017年4月1日から2020年3月21日まで北海道文化放送で土曜日に生放送されていた日本のスポーツ情報番組。ここでは前身番組の『サタすぽ』についても述べる。

## 概要

### サタすぽ
UHBでは、これまでも『週刊コンサドーレ』、『ファイコンEXP.』、『スポーツワイド Fの炎〜SPORT HOKKAIDO〜』というように、Jリーグ・北海道コンサドーレ札幌とプロ野球・北海道日本ハムファイターズを中心軸に据えたスポーツ情報番組を放送していたが、2011年度には一旦中断し、夕方のワイドニュース番組などで補完していた。
2012年度からそれを再開し、前述の2チームのほか、B.LEAGUE（Bリーグ）・レバンガ北海道やウィンタースポーツなど、北海道のスポーツ全体を題材に取り上げていた。
なお、UHBは土曜10時台を同年3月31日まで長らくフジテレビ制作土曜昼前の情報番組（最末期は『めざましどようびメガ』）の同時ネット枠としていたが、フジテレビが当該時間帯の情報番組から撤退したことに伴い、その翌週に本番組が開始することとなった。
2016年4月2日から「ライオンのグータッチ」開始に伴い、30分遅れの毎週土曜10:25 - 10:55の放送時間に変更。

### みんスポSATURDAY
2017年春の改編によりサタすぽがみんなのテレビ内で放送されるスポーツコーナー「みんなのスポーツ」の土曜日版と位置づけになることになったため、2017年3月25日でサタすぽを終了させて、翌週の4月1日からみんスポSATURDAYがスタートした（MC陣、放送時間、内容はそのままのため、事実上改題及びリニューアルだが、一応新番組表記となっていた）。
2018年1月13日からは土曜18:30 - 19:00の放送時間に変更。また2019年3月30日からは「みんなのテレビ」の「みんテレ」へのリニューアルに合わせて番組ロゴをみんテレの新ロゴに準じたものに変更。
2019年12月からファイターズ情報のみ、「FIGHTERS THIS WEEK」に改題した上でDAZNにてインターネット配信を実施。日本全国で視聴できるようになっている。
2020年3月21日で番組終了。これにより、前身番組「Fの炎」と「サタすぽ」を含め約15年続いてきたスポーツ情報番組シリーズは終了。今後、北海道内のスポーツ情報は同年4月11日開始の土曜午前の新週末情報番組『いっとこ! みんテレ』（毎週土曜10:25 - 11:50）に番組内の1コーナーとして引き継がれる。

## 出演者
MC
- 福本義久（UHBアナウンサー、2019年3月30日 - 2020年3月21日）
- 田辺桃菜（UHBアナウンサー、2019年3月30日 - 2020年3月21日）

解説者
- 建山義紀（2016年1月23日 - 2020年3月21日）
- 吉原宏太（サッカー解説者）
- 森本稀哲（建山義紀の代役）

## 過去の出演者

### サタすぽ
MC
- 栗山麗美（当時UHBアナウンサー、2012年4月7日 - 2013年3月）
- 廣岡俊光（UHBアナウンサー 2012年4月7日 - 2019年3月16日）
廣岡・栗山ともに事実上の前身『Fの炎』でも番組終了時司会を担当。
- 中野涼子（当時UHBアナウンサー、2013年4月6日 - 2019年3月16日）

解説者
- 金村暁（当時野球解説者、現・阪神タイガース投手コーチ、2012年4月7日 - 2015年12月）

## 番組休止の事例
※年末年始期間を除く。
- 2014年6月14日：2014 FIFAワールドカップデイリーハイライト（9:55 - 11:40）のため休止。
- 2016年3月26日：北海道新幹線開業記念特番「みんなの新幹線〜WELCOME TO HOKKAIDO〜」（9:55 - 11:15）のため休止。
- 2016年4月16日：同月14日に発生した熊本地震関連の報道特番が入ったために臨時休止。
- 2018年3月31日：「めちゃ×2イケてるッ! 最終回スペシャル」放送のため休止。
- 2018年9月8日：「FNS27時間テレビ」放送のため休止。
- 2019年3月23日：「世界フィギュアスケート選手権2019 男子フリー」放送のため休止。